# Badmintonmeisterschaft von Hongkong
Badmintonmeisterschaften von Hongkong werden seit der Saison 1936/1937 ausgetragen, zu dieser Zeit noch als Meisterschaften der britischen Kolonie. Bis in die 1960er Jahre waren die Meisterschaften offen für internationale Starter. Der erste große internationale Auftritt von Spielern aus Hongkong war der Thomas Cup 1955.

## Sieger
| Jahr      | Herreneinzel              | Dameneinzel            | Herrendoppel                                     | Damendoppel                        | Mixed                                          |
| --------- | ------------------------- | ---------------------- | ------------------------------------------------ | ---------------------------------- | ---------------------------------------------- |
| 1937      | P. H. Wong                | nicht ausgetragen      | P. H. Wong C. E. Ching                           | nicht ausgetragen                  | P. K. Hui Ulian Khoo                           |
| 1938      | P. K. Hui                 | nicht ausgetragen      | P. K. Hui K. L. Yong                             | nicht ausgetragen                  | P. K. Hui Ulian Khoo                           |
| 1939      | P. K. Hui                 | nicht ausgetragen      | P. K. Hui K. L. Yong                             | nicht ausgetragen                  | P. K. Hui Ulian Khoo                           |
| 1940      | P. H. Wong                | nicht ausgetragen      | P. H. Wong C. Au                                 | nicht ausgetragen                  | P. H. Wong W. Cheung                           |
| 1941      | K. W. Choy                | nicht ausgetragen      | P. K. Hui H. F. Chew                             | M. Silva M. Xavier                 | P. K. Hui Ulian Khoo                           |
| 1942 1947 | nicht ausgetragen         | nicht ausgetragen      | nicht ausgetragen                                | nicht ausgetragen                  | nicht ausgetragen                              |
| 1948      | R. Tay                    | nicht ausgetragen      | Low Keat Soo S. A. Vanar                         | nicht ausgetragen                  | R. Tay W. Cheung                               |
| 1949      | C. K. Lee                 | Ulian Khoo             | P. H. Wong R. Tay                                | M. Silva M. Xavier                 | R. Tay M. Ribeiro                              |
| 1950      | R. Tay                    | Ulian Khoo             | W. F. Foo C. K. Lee                              | M. Gonsalves M. Xavier             | R. Tay M. Ribeiro                              |
| 1951      | Ramon Young               | W. Cheung              | Low Keat Soo Ramon Young                         | Ulian Khoo W. Cheung               | Low Keat Soo W. Cheung                         |
| 1952      | Ramon Young               | Ulian Khoo             | W. F. Foo Ramon Young                            | Ulian Khoo W. Cheung               | Ramon Young W. Cheung                          |
| 1953      | Ramon Young               | Ulian Khoo             | W. F. Foo Ramon Young                            | Ulian Khoo W. Cheung               | Ramon Young W. Cheung                          |
| 1954      | Y. S. Lim                 | Helen Kwong            | P. H. Wong R. Tay                                | Ulian Khoo W. Cheung               | Ramon Young W. Cheung                          |
| 1955      | Ramon Young               | S. Correa              | J. B. Pomeroy jr. Low Keat Soo                   | S. Correa Helen Kwong              | J. B. Pomeroy jr. B. Remedios                  |
| 1956      | Ramon Young               | Helen Kwong            | Sunthorn Subabandhu Kamal Sudthivanich           | S. Correa Helen Kwong              | R. Tay Helen Kwong                             |
| 1957      | George Ma                 | Ulian Khoo             | Sunthorn Subabandhu Kamal Sudthivanich           | Diana Yung Chan Yuen Yu            | Low Keat Soo Ulian Khoo                        |
| 1958      | M. A. Ebrahim             | Helen Kwong            | Sy Khim Piao Simeon Haw                          | Cynder Ho Helen Kwong              | R. Tay Helen Kwong                             |
| 1959      | Sy Khim Piao              | Cynder Ho              | Sy Khim Piao Simeon Haw                          | Cynder Ho Tsui Yuen Chun           | Ramon Young Cynder Ho                          |
| 1960      | Chu Sai Wah               | Tsui Yuen Chun         | Sy Khim Piao Simeon Haw                          | Connie Young Tsui Yuen Chun        | George Ma Mary Wong                            |
| 1961      | Chu Sai Wah               | nicht ausgetragen      | Sy See Cheung Wong Kian Han                      | nicht ausgetragen                  | Ramon Young Cynder Ho                          |
| 1962      | Lo Man Fei                | Chan So Mo             | Lee Wing Fon Wong Fai Hung                       | Cynder Ho Tsui Yuen Chun           | Sy Khim Piao Tsui Yuen Chun                    |
| 1963      | Koo Man For               | Pang Yuet Mui          | Koo Man For Wong Cheong Leong                    | Chan Wai Fun Tsui Yuen Chun        | Koo Man For Cynder Ho                          |
| 1964      | Wong Cheong Leong         | Pang Yuet Mui          | Wong Fai Hung Wong Cheong Leong                  | Pang Yuet Mui Hon Ling Chi         | Wong Fai Hung Hon Ling Chi                     |
| 1965      | Wong Cheong Leong         | Pang Yuet Mui          | Wong Fai Hung Wong Cheong Leong                  | Pang Yuet Mui Hon Ling Chi         | Wong Cheong Leong Pang Yuet Mui                |
| 1966      | Wong Cheong Leong         | Pang Yuet Mui          | Wong Fai Hung Wong Cheong Leong                  | nicht ausgetragen                  | Wong Fai Hung Vivien Lau                       |
| 1967      | Koo Man For               | nicht ausgetragen      | Wong Fai Hung Koo Man For                        | nicht ausgetragen                  | Chun Sai Wah Sybil M. Burden                   |
| 1968      | Koo Man For               | Pang Yuet Mui          | Wong Fai Hung Koo Man For                        | nicht ausgetragen                  | Chun Sai Wah Pang Yuet Mui                     |
| 1969      | Koo Man For               | Noriko Takagi          | Wong Fai Hung Koo Man For                        | Noriko Takagi Tomoko Takahashi     | Wong Fai Hung Noriko Takagi                    |
| 1970      | Wong Fai Hung             | nicht ausgetragen      | Wong Fai Hung Koo Man For                        | nicht ausgetragen                  | Koo Man For Cynder Ho                          |
| 1971      | Punch Gunalan             | Sylvia Ng              | Rudy Hartono Indra Gunawan                       | nicht ausgetragen                  | Ng Boon Bee Sylvia Ng                          |
| 1972      | Tsoi Fai                  |                        | Tsoi Fai Wong Cheong Leong                       |                                    | Tsoi Fai Pang Yuet Mui                         |
| 1973 1977 | keine Daten               | keine Daten            | keine Daten                                      | keine Daten                        | keine Daten                                    |
| 1978      |                           | Amy Chan               |                                                  |                                    |                                                |
| 1979      |                           | Amy Chan               |                                                  |                                    |                                                |
| 1980      |                           | Amy Chan               |                                                  |                                    |                                                |
| 1981      |                           | Amy Chan               |                                                  |                                    |                                                |
| 1982      | Sze Yu                    | Amy Chan               | Wong Man Hing Sit Chung Leung                    | Amy Chan Wong Har Ping             | Wong Man Hing Amy Chan                         |
| 1983      |                           | Amy Chan               |                                                  |                                    |                                                |
| 1984      |                           | Amy Chan               |                                                  |                                    |                                                |
| 1985      |                           | Amy Chan               |                                                  |                                    |                                                |
| 1986      |                           | Amy Chan               |                                                  |                                    |                                                |
| 1987      |                           | Amy Chan               |                                                  |                                    |                                                |
| 1988      | Yeung Yik Kei             | Chan Man Wa            | Chan Siu Kwong Ng Pak Kum                        | Chan Man Wa Poon Wai Na            | Chan Siu Kwong Chan Man Wa                     |
| 1989 1991 | keine Daten               | keine Daten            | keine Daten                                      | keine Daten                        | keine Daten                                    |
| 1992      | Chan Kin Ngai             | Chan Oi Ni             | Chan Siu Kwong Ng Pak Kum                        | Chung Hoi Yuk Cheng Yin Sat        | Chan Siu Kwong Chung Hoi Yuk                   |
| 1993      | Wong Wai Lap              | Wong Chun Fan          | Chow Kin Man Chan Kin Ngai                       | Chung Hoi Yuk Wong Chun Fan        | Chow Kin Man Chung Hoi Yuk                     |
| 1994      | Wong Wai Lap              | Chan Oi Ni             | Chow Kin Man Chan Kin Ngai                       | Tung Chau Man Ngan Fai             | He Yiming Chung Hoi Yuk                        |
| 1995      | Tam Kai Chuen             | Ng Ching               | He Tim Ma Che Kong                               | Tung Chau Man Ngan Fai             | He Tim Chan Oi Ni                              |
| 1996      | Tam Kai Chuen             | Chan Hiu Fung          | Tam Kai Chuen Imay Hendra                        | Tung Chau Man Ng Ching             | Tam Kai Chuen Tung Chau Man                    |
| 1997      | Hengky Irawan             | Ling Wan Ting          | Cun Cun Haryono Hengky Irawan                    | Ling Wan Ting Louisa Koon Wai Chee | Kung Biao Louisa Koon Wai Chee                 |
| 1998      | Agus Hariyanto            | Ling Wan Ting          | Cun Cun Haryono Albertus Susanto Njoto           | Chan Mei Mei Louisa Koon Wai Chee  | Cun Cun Haryono Chan Mei Mei                   |
| 1999      | Ng Wei                    | Louisa Koon Wai Chee   | Cun Cun Haryono Albertus Susanto Njoto           | Chan Mei Mei Ling Wan Ting         | Tam Kai Chuen Ling Wan Ting                    |
| 2000      | Agus Hariyanto            | Wang Chen              | Ma Che Kong Yau Kwun Yuen                        | Chan Mei Mei Ng Ching              | Xiong Bo Wang Chen                             |
| 2001      | Agus Hariyanto            | Wang Chen              | Albertus Susanto Njoto Liu Kwok Wa               | Chan Mei Mei Wang Chen             | Liu Kwok Wa Louisa Koon Wai Chee               |
| 2002      | Yohan Hadikusumo Wiratama | Louisa Koon Wai Chee   | Albertus Susanto Njoto Liu Kwok Wa               | Ling Wan Ting Siu Ching Man        | Albertus Susanto Njoto Li Wing Mui             |
| 2003      | Agus Hariyanto            | Wang Chen              | Yohan Hadikusumo Wiratama Yau Tsz Yuk            | Wang Chen Louisa Koon Wai Chee     | Yohan Hadikusumo Wiratama Wang Chen            |
| 2004      | Agus Hariyanto            | Wang Chen              | Albertus Susanto Njoto Liu Kwok Wa               | Louisa Koon Wai Chee Li Wing Mui   | Albertus Susanto Njoto Li Wing Mui             |
| 2005      | Yohan Hadikusumo Wiratama | Wang Chen              | Albertus Susanto Njoto Liu Kwok Wa               | Wang Chen Yip Pui Yin              | Liu Kwok Wa Louisa Koon Wai Chee               |
| 2006      | Ng Wei                    | Yip Pui Yin            | Yohan Hadikusumo Wiratama Albertus Susanto Njoto | Wong Man Ching Chau Hoi Wah        | Yohan Hadikusumo Wiratama Louisa Koon Wai Chee |
| 2007      | Hu Yun                    | Zhou Mi                | Hui Wai Ho Alroy Tanama Putra                    | Wong Man Ching Chau Hoi Wah        | Yohan Hadikusumo Wiratama Chau Hoi Wah         |
| 2008      | Ng Wei                    | Yip Pui Yin            | Yohan Hadikusumo Wiratama Albertus Susanto Njoto | Louisa Koon Wai Chee Chau Hoi Wah  | Yohan Hadikusumo Wiratama Chau Hoi Wah         |
| 2009      | Hu Yun                    | Chan Tsz Ka            | Albertus Susanto Njoto Hui Wai Ho                | Chan Tsz Ka Tse Ying Suet          | Yohan Hadikusumo Wiratama Chau Hoi Wah         |
| 2010      | Hu Yun                    | Yip Pui Yin            | Yohan Hadikusumo Wiratama Wong Wai Hong          | Chan Tsz Ka Chau Hoi Wah           | Wong Wai Hong Chau Hoi Wah                     |
| 2011      | Wong Wing Ki              | Chan Tsz Ka            | Yohan Hadikusumo Wiratama Albertus Susanto Njoto | Poon Lok Yan Tse Ying Suet         | Yohan Hadikusumo Wiratama Louisa Koon Wai Chee |
| 2012      | Hu Yun                    | Yip Pui Yin            | Yohan Hadikusumo Wiratama Albertus Susanto Njoto | Poon Lok Yan Tse Ying Suet         | Hu Yun Chan Hung Yung                          |
| 2013      | Wong Wing Ki              | Chan Tsz Ka            | Albertus Susanto Njoto Yohan Hadikusumo Wiratama | Poon Lok Yan Tse Ying Suet         | Chan Yun Lung Tse Ying Suet                    |
| 2014      | Wei Nan                   | Yip Pui Yin            | Fernando Kurniawan Lo Lok Kei                    | Chan Tsz Ka Tse Ying Suet          | Chan Yun Lung Tse Ying Suet                    |
| 2015      | Wong Wing Ki              | Cheung Ngan Yi         | Tang Chun Man Or Chin Chung                      | Chan Tsz Ka Yuen Sin Ying          | Chan Yun Lung Tse Ying Suet                    |
| 2016      | Lee Cheuk Yiu             | Cheung Ngan Yi         | Tang Chun Man Or Chin Chung                      | Chan Tsz Ka Yuen Sin Ying          | Lee Chun Hei Chau Hoi Wah                      |
| 2017      | Wong Wing Ki              | Cheung Ngan Yi         | Tang Chun Man Or Chin Chung                      | Ng Tsz Yau Yeung Nga Ting          | Lee Chun Hei Chau Hoi Wah                      |
| 2018      | Ng Ka Long                | Yip Pui Yin            | Lee Cheuk Yiu Chan Yin Chak                      | Ng Wing Yung Yeung Nga Ting        | Chang Tak Ching Ng Wing Yung                   |
| 2019      | Ng Ka Long                | Cheung Ngan Yi         | Mak Hee Chun Or Chin Chung                       | Ng Wing Yung Yeung Nga Ting        | Tang Chun Man Tse Ying Suet                    |
| 2020      | Jason Gunawan             | Deng Xuan              | Lee Chun Hei Tam Chun Hei                        | Yuen Sin Ying Ng Tsz Yau           | Tang Chun Man Tse Ying Suet                    |
| 2021      | Chan Yin Chak             | Saloni Samirbhai Mehta | Chang Tak Ching Yeung Ming Nok                   | Yeung Nga Ting Ng Wing Yung        | Tang Chun Man Tse Ying Suet                    |
| 2022      | Chan Yin Chak             | Liang Ka Wing          | Tang Chun Man Ho Wai Lun                         | Fan Ka Yan Yau Mau Ying            | Lee Chun Hei Ng Tsz Yau                        |
| 2023      | Chan Yin Chak             | Yeung Sum Yee          | Lee Chun Hei Tang Chun Man                       | Ng Wing Yung Lui Lok Lok           | Tang Chun Man Tse Ying Suet                    |
| 2024      | Jason Gunawan             | Saloni Samirbhai Mehta | Hung Kuei Chun Lui Chun Wai                      | Yeung Nga Ting Yeung Pui Lam       | Tang Chun Man Tse Ying Suet                    |
| 2025      | Chan Yin Chak             | Ip Sum Yau             | Chan Yin Chak Chow Hin Long                      | Lui Lok Lok Tsang Hiu Yan          | Tang Chun Man Tse Ying Suet                    |